# What Do You Know, Deutschland?
What Do You Know, Deutschland? es el segundo álbum de KMFDM, lanzado por Metropolis Records en 1986.
What Do You Know, Deutschland? Se grabó a partir de 1983-86 con algunas pistas grabadas antes En Esch habían comenzado a trabajar con los fundadores de KMFDM, Sascha Konietzko y Raymond Watts, algunos incluso antes de que la banda se formó oficialmente en 1984.

## Lista de canciones
| N.º | Título             | Música                         | Duración |  |
| 1.  | «Zip»              | Sascha Konietzko, En Esch      | 5:11     |  |
| 2.  | «Deutsche Schuld»  | Konietzko, Raymond Watts, Esch | 4:45     |  |
| 3.  | «Sieg-Sieg»        | Konietzko, Watts, Esch         | 7:00     |  |
| 4.  | «Positiv»          | Konietzko, Watts, Esch         | 3:25     |  |
| 5.  | «Conillon»         | Konietzko, Watts, Esch         | 5:50     |  |
| 6.  | «What Do You Know» | Watts                          | 5:36     |  |
| 7.  | «Me I Funk»        | Konietzko, Watts, Esch         | 8:14     |  |

## Personal
- Sascha Konietzko - contrabajo, voz, guitarra, sintetizadores , programación
- En Esch - voz, guitarras, tambores, programación
- Raymond Watts - voz, programación
- Jr. Blackmail - voz ( "Lufthans")

- Datos: Q1117843